# NGC 1038
NGC 1038 je galaksija u zviježđu Kit.

## Vanjske poveznice
- SEDS: NGC 1038